# 深江真一
深江真一（ふかえ　しんいち、1972年6月19日 - ）は大阪府摂津市出身のバスプロ。現在はアメリカのFLWというブラックバスのトーナメント団体のツアーをモーターホームで転戦している。

## 来歴
- 1990年、サラリーマンをしながらバスプロとして活動を始める。
- 2001年、TIFAより自身がプロデュースしたロッド、「TAPER DESIGN Fuka-Shin Shake」が発売。
- 2002年、TAPER DESIGNのROCK-ONシリーズから、自身が担当した65 STRUCTUREが発売。
- 2003年、JBワールドシリーズ年間優勝、バサーオールスタークラシック優勝を獲得。
- 2004年、アメリカへ渡りFLWに参戦。参戦一年目にしてアングラーズ・オブ・ザ・イヤーを獲得。
- 2005年、FLWに加え、B.A.S.S.のオープン戦にも参加。
- 2006年、前年度参加していたB.A.S.S.への参加をやめ、FLW一本に絞る。
- 2011年、自身がプロデュースしたロッド、メガバス オロチX4 F6-71X4、トマホークGTA F4・1/2-711GTAが発売。
- 2012年、メガバス オロチX4 F4-65X4、F2・1/2-64X4、F3・1/2-66X4S、F4-68X4S、F5-70X4Sが発売。
- 2013年、PAA（プロフェッショナル アングラーズ アソシエーション）で、日本人としては初めてのアングラーオブ ザイヤー。
- 2018年、B.A.S.Sのエリートシリーズに参戦。
- 2019年、MLFに参戦。

## 概要
日本のJB時代には、ライトリグの名手として活躍していた。
渡米する前年の2003年には、JBワールドシリーズの年間優勝、バサーオールスタークラシック優勝と快挙を果たし、翌年のFLWツアーでは、アメリカ初参戦にもかかわらずアングラーズ・オブ・ザ・イヤーを獲得している。
アメリカでの獲得賞金は、2010年8月現在、大森貴洋に次ぎ二番目に多い$771,000獲得している。
また、バスプロにしては珍しく、釣り番組以外の番組にもいくつか出演しており、世界バリバリ★バリュー、グッと 地球便などに出演した。

## スポンサー
- ケロッグ(Cheez-It)
- SWANS(山本光学)
- シマノ
- GARY YAMAMOTO CUSTOM BAITS
- Motor Guide
- Ranger Boats(2019まで)
- Fish Arrow
- がまかつUSA
- メガバス
- Mercury Marine
- THMarine
- Power-Pole
- SPRO(2018年から）
- ygk
- Greenfish
- Bass Cat(2020から）

## 出演作品

### VHS
- CAST(APS)
- 深江真一 BASSER ALLSTAR CLASSIC 2003(つり人社)

### DVD
- 深江真一 TRUEバスフィッシング FUKAE式 (地球丸)
- POPEYE VIDEO LIBRARY #1 CATCH THE DREAM(ハートマン)

## 雑誌・連載
- 深江真一 バッシングモンキー(Rod and Reel、地球丸) 2009年3月26日 - 2011年3月26日
- フカシンガッツ!(Basser、つり人社)

## 出演番組
- テレビ東京 釣りロマンを求めて
- サンテレビ The Hit
- 読売テレビ グッと!地球便
- 毎日放送 世界バリバリ★バリュー

## 逸話
- アメリカのケロッグコーンフレークのパッケージに深江の写真が使われたことがある。[2]